# Tomoki Nojiri
Tomoki Nojiri (野尻智紀), né le 15 septembre 1989 à Ibaraki, est un pilote automobile japonais.

## Biographie
Tomoki Nojiri participe au Super GT depuis 2013 et au championnat de Super Formula depuis 2014. Il remporte notamment sa première victoire dès sa première saison à Sugo. Il remporte sa deuxième victoire en 2019 à Suzuka. Tomoki Nojiri compte également quatre victoires en Super GT catégorie GT500 entre 2017 et 2019, terminant troisième du classement général en 2018.

## Galerie

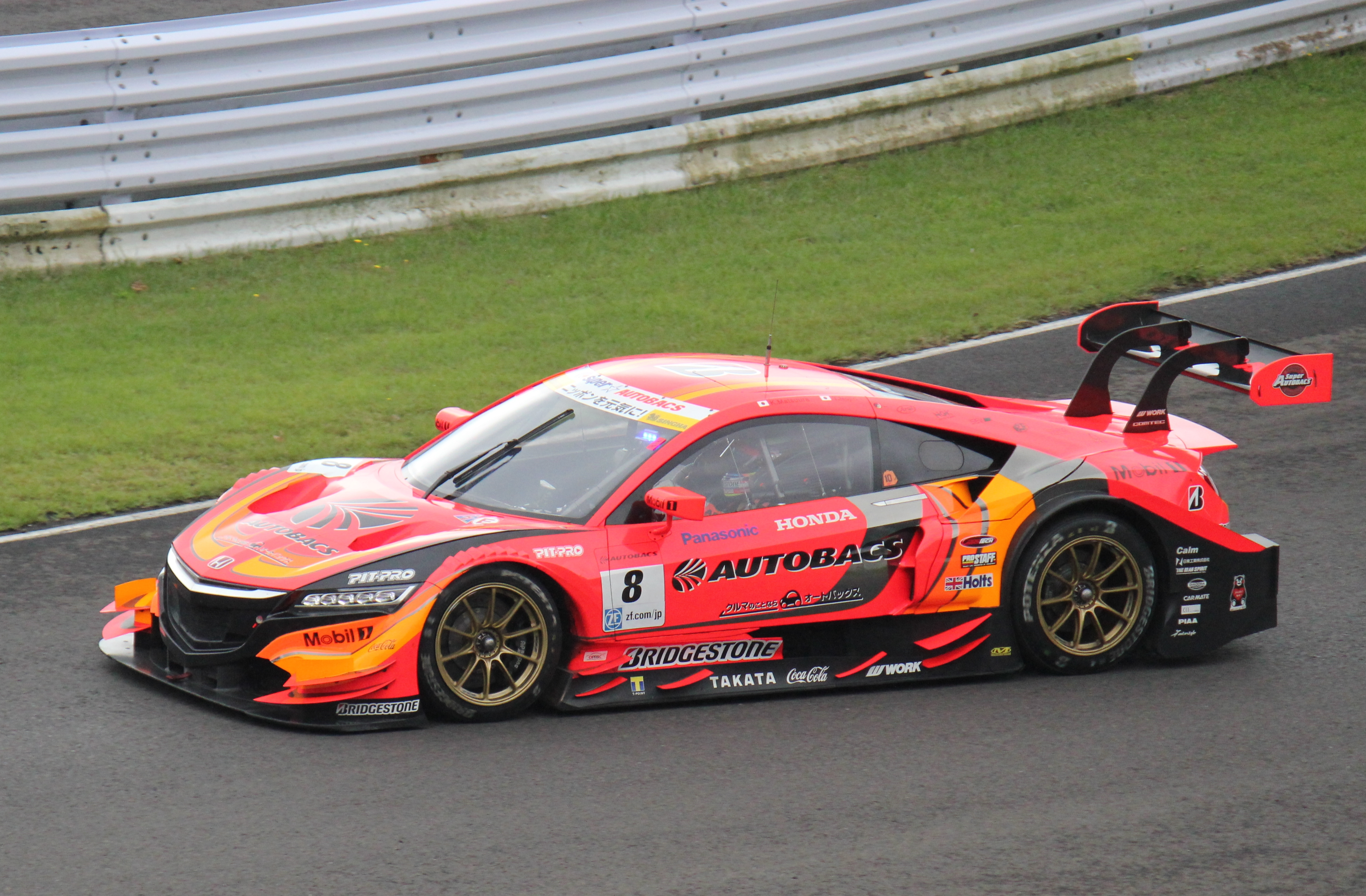
Tomoki Nojiri en Super GT sur le circuit de Sugo en 2016.
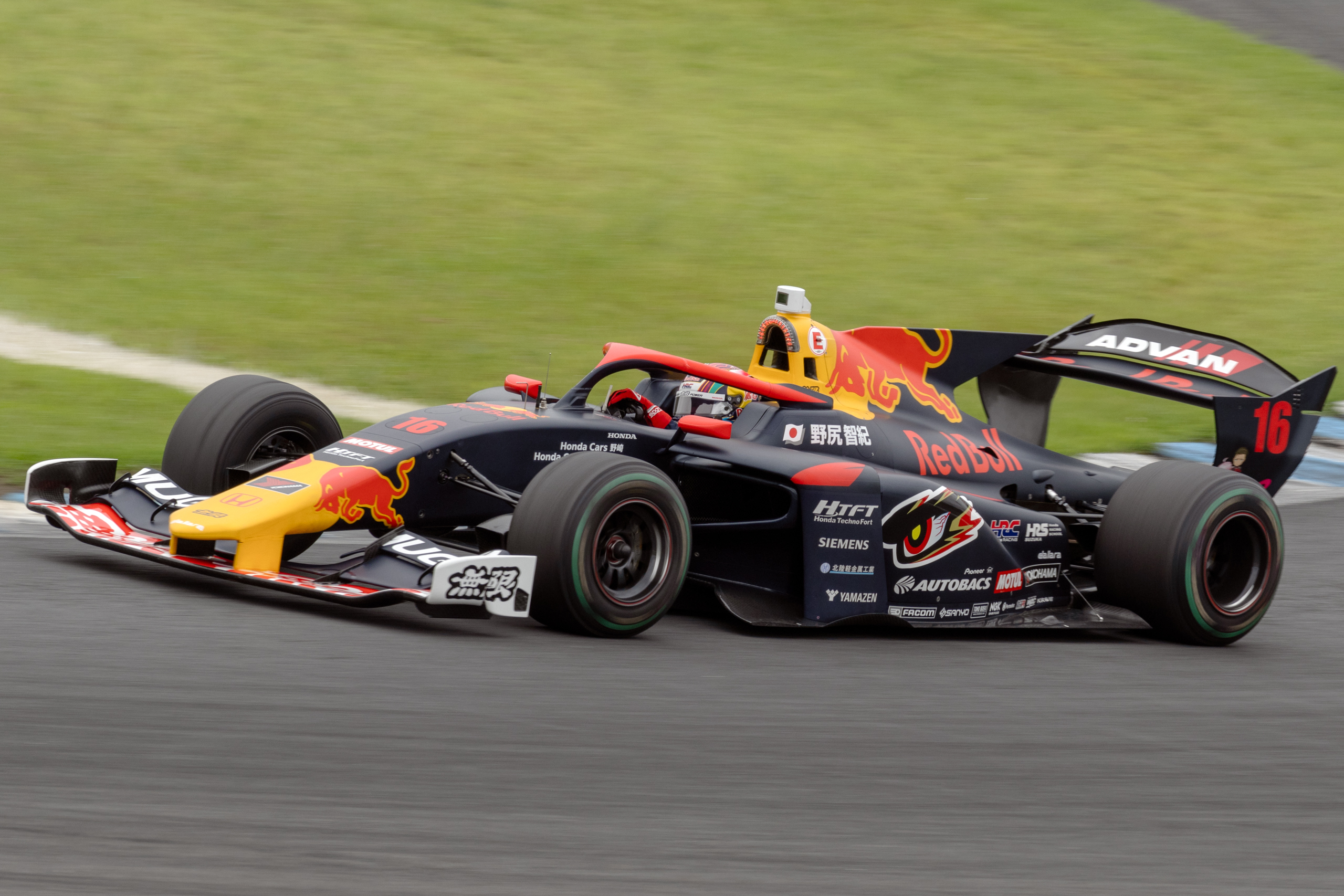
Tomoki Nojiri en Super Formula sur le circuit de Motegi en 2024

## Résultats en compétition automobile
- 2009 : 
  - Formula Challenge Japan : 5e
- 2010 : 
  - Formula Challenge Japan : 5e
- 2011 : 
  - Championnat du Japon de Formule 3 : 2e (classe Nationale)
- 2012 : 
  - Championnat du Japon de Formule 3 : 5e, une victoire
- 2013 : 
  - Championnat du Japon de Formule 3 : 4e
  - Super GT GT300 : non classé (une course)
- 2014 : 
  - Super Formula : 10e, une victoire
  - Super GT GT300 : 10e
- 2015 : 
  - Super Formula : 7e
  - Super GT GT500 : 14e
- 2016 : 
  - Super Formula : 9e
  - Super GT GT500 : 15e
- 2017 : 
  - Super Formula : 17e
  - Super GT GT500 : 9e (une victoire)
- 2018 : 
  - Super Formula : 7e
  - Super GT GT500 : 3e, deux victoires.
- 2019 : 
  - Super Formula : 4e (une victoire)
  - Super GT GT500 : 9e (une victoire)
- 2020 : 
  - Super Formula : 5e (une victoire)
  - Super GT GT500 : 5e (une victoire)
- 2021 : 
  - Super Formula : Champion (trois victoires)
  - Super GT GT500 : 2e (deux victoires)
- 2022 : 
  - Super Formula : Champion (deux victoires)
  - Super GT GT500 : 12e (une victoire)
- 2023 : 
  - Super Formula : 3e (trois victoires)
  - Super GT GT500 : 8e (une victoire)
- 2024 : 
  - Super Formula : 2e (deux victoires)
  - Super GT GT500 : 9e (une victoire)